# Кадровица
Кадровица е село в Западна България. То се намира в община Невестино, област Кюстендил.

## География
Село Кадровица се намира в планински район. Разположено е по източните склонове на Осоговската планина. Отстои на 10 km от село Невестино.

## История
Възникнало е 50 – 60 г. преди Освобождението на България от османска власт. Според легенда селото носи името на турския бей Кадрие, който владеел цялото незаселено селско землище. Той повикал да се заселят в него две български селски семейства, които да обработват земите му. Към 1860 г. дошли още преселници и селото вече наброявало шест къщи.
Селото има 24 махали.
Името Кадровица според акад. Йордан Захариев (в краеведското изследване „Пиянец“), цитирайки местен източник, идва от някой си турски бей Кадри, който владеел земя в района. Но специалист от отдела по османистика към Народната библиотека, превеждайки от турско-арабски тугри (нотариални актове) и без да знае съвременното му название го интерпретира първоначално като Кудравиче или Кудриче (КДРВЧ), т.е. произлизащо от „къдраво“ в смисъл на нагънато. И сега в местния диалект „кудраво“ е къдраво.
Най-вероятно селището (Кадровица) и крепостта в планината (градището) датират от по-ранната античност. Началото би трябвало да се търси във връзка с пеонците – онези тракоилири, които са се били в Троянската война на страната на хубавата Елена. Цялата тази област е носила името Пеония, по-късно транскрибирано в Пиянец.
По-точна датировка на селището би могло да се даде според намерена в района монета от Септимий Север (193 – 211 г.). От едната ѝ страна е образът на съпругата му Юлия Домна, а от другата – стилизирана като Улпия Пауталия (Кюстендил) с крепостна стена, вместо диадема. Известно е, че Юлия Домна е посетила града през 202 г.
Би могло да се предположи, че селището е съществувало от много по-рано. Римляните са строили свои поселища на места, които обикновено са свързани с някакво природно благо – лековити минерални извори или ценна руда например. А романизирането на Пауталия става след 45 г. като бележи своя разцвет именно през I–II век.
При корекцията на пътя Згурово – Кадровица през 70-те години на ХХ век са разкрити множество поселения (отдалечени на по няколкостотин метра едно от друго) от тази епоха с типичната римска керамика, питоси (големи глинени делви за съхраняване на храна), оловни и глинени тръби от водопроводни системи и пр. Допреди двадесетина години руините са се виждали съвсем ясно. Обхващат едно разстояние от три – четири километра, на което е било разположено античното селище – в дясната част, покрай речната долина, в посока на крепостта.
Наличието на крепост, която е твърде встрани от античния път (от Пауталия към долината на Вардар), не може категорично да потвърди само охранителни функции. По-скоро те са други и са свързани с рудодобив.
Този античен път минава от Кюстендил през Граница, Берсин, Згурово, Рашка Гращица, Пелатиково, Смоличано, Тишаново, Илия и Царево село за Пехчево и долината на Вардар. Явно неговото военно значение се е запазило и през османското владичество. Турците, верни на военната си стратегия, са защитавали най-важните пътни артерии или достъпи до Цариград чрез помюсюлманчване на съответното население. Така и българското население в селата Згурово, Рашка Гращица и Пелатиково е ислямизирано около XVII век. Най-вероятно това е станало след 1690 г., когато австро-унгарските войски нахлуват в Кюстендил и избиват много турци. Интересното тук е, че тези помаци приемат много фанатично исляма, но трудно променят говора си. Йордан Захариев дава следния пример за „турския“ им език: …един згуровски турчин разправя пред свой познат градски турчин от Кюстендил, че през една нощ дошла лисицата и откъснала главата на квачката кокошка и осиротелите пиленца тъй жално писукали, та „у сърце да ти се претури“, със следните изрази: „Гелди лисицата, та копармиш на квачката главата и пилисер пислей, пислей, та да ти се претури у-сръце“. Същевременно тези три села се изселват до 1905 г. по религиозни причини в Турция. Сега техните потомци сигурно се считат за „чисти“ турци.
Извън това отклонение, най-вероятно античното селище на територията на Кадровица е било свързано с рудодобив. Около крепостта (градището) са намирали шлак, който красноречиво говори за преработка на метал. Известно е, че Осогово е богато на олово, сребро и по-малко злато, което се експлоатира от дълбока древност.
Под крепостта вдясно (посока запад) над киткарската махала се намира естествена могила с градище крепост (по данни на Кюстендилския археологически музей). Правени са много иманярски опити да бъде ограбена.
Според местни източници в горната част на реката, вдясно, преди да се влеят левия и десния ѝ приток, са намирали гробове с много високи (около 2 метра) хора. Възможно е те да са „саси“ (на диалект), т.е. сакси, саксонски рудари, заселили се в Осоговието и Чипровци след XIII век. От тях и до днес е останала обидната диалектна дума „утман“ (загубеняк), т.е. човек, който работи под земята – занятие считано за обидно от местното население. Друга податка в тази посока е името на Згурово – ©гур, остатък от изгорял метал или каменни въглища. Но каменни въглища до края на XIX век в този район не са добивани (само за кратко през 30-те години на ХХ век в с. Смоличано). Произвеждали са се дървени, затова и гората в Бреза е сравнително млада.
И така антично-средновековното селище, което се намира между Кадровица и Згурово съществува преди I – II век. Неговото възникване е свързано с рудодобив, а по-късно и с възможна охрана на споменатия стратегическия военен път (две крепости). Просъществувало е до османското нашествие, след което най-вероятно е западнало след изчерпване на рудата, изсичане на гората за дървени въглища, необходими за рудодобива или е унищожено (напуснато) през XV век. Най-вероятно се е локализирало в долната си част като Згурово през XVI век – известно от турските регистри от 1576 г. като Горни Изгури.
Самият Йордан Захариев твърди, че в целия регион (Пиянец) единственото по-старо селище се намира на територията на Кадровица. Но не е разполагал с археологически материал за по-точната му датировка. Ето какво пише:
| „ | „Нека да забележим още в началото на този дял от проучванията ни, че поради геоморфоложки и общогеографски причини Пиянец (в северния си дял) и в най-далечното си минало, каквото явление имаме и в наши дни, не е могъл да създаде градско селище, пък дори по-голямо село за свой пазарен център. Останките от едно сравнително по-голямо селище западно от с. Згурово по пътя за с. Кадровица, долу, низко покрай реката, което по материали и начин на градеж ни говори да е от края на средните векове, са по-скоро от крепостни сгради, отколкото от градско поселище. Преди всичко, това място отстои от Кюстендил (старата Пауталия, средновековния Велбужд) само с десетина километра, и значи, не ще е имало, каквато и да било нужда да съществуват в такава близост две градски поселища. Ако пък предположим, че в това затулено място намерили убежище граждани от Велбужд по време турското нахлуване и разорение на града, то не ще е могло да съществува дълго време след своето предполагаемо възникване …. и скоро обитателите ще да са се върнали, може би, обратно във Велбужд или пък се разселили, кой къде намери сгода, ако не ги е сполетяла по-страшна участ.“ | “ |

Интересното в написаното от Захариев е, че той датира селището от късното Средновековие, което потвърждава неговото съществуване от I – II век до към XV век (около 1300 години). Известно е, че Велбъждското княжество е било васално и дори след битката при Ровине (1395), когато загива Константин Драгаш, то запазва своята относителна самостоятелност. Драгаш е бил изключително верен васал, участвал не само в битката при Ровине, а преди това при превземането на Търново и във военни операции в Мала Азия на страната на отоманците. След смъртта му като наместник на княжеството се споменава някой си Юсуф, за който се предполага, че е български аристократ, приел исляма.
През 1427 – 1428 г. княжеството се вдига на бунт, повлияно от военните действия между унгарци и османци. Бунтът е жестоко потушен от пълководеца Турахан бей, който срива Велбъждската крепост. Най-вероятно по това време е разрушено (напуснато) и поселището при Кадровица. След тази дата княжеството се трансформира в санджак, който почти напълно покрива старата му територия. Но в историята датите са само отметки за ориентиране, а иначе процесите на трансформиране продължават с десетки години, понякога със столетия. Едва в края на следващия век местните селища (Горни Изгури) се появяват в турските регистри, което свидетелства за вече твърдо установена османска държавност и власт.
През 1946 г. е учредена Кредитна кооперация „Здравец“. През 1948 г. става всестранна кооперация, през 1953 г. – селкооп, а през 1960 г. се присъединява към Потребителна кооперация „Пробуда“ – с. Згурово.

## Население
Численост и дял на етническите групи според преброяването на населението през 2011 г.:
|                     | Численост | Дял (в %) |
| Общо                | 47        | 100,00    |
| Българи             | 46        | 97,87     |
| Турци               | 0         | 0,00      |
| Цигани              | 0         | 0,00      |
| Други               | 0         | 0,00      |
| Не се самоопределят | 0         | 0,00      |
| Неотговорили        | 0         | 0,00      |